# 上野点字図書館
上野点字図書館（うえのてんじとしょかん）は、三重県伊賀市上野寺町にある私立の点字図書館。社会福祉法人伊賀市社会事業協会が運営する。津市の三重県視覚障害者支援センターと並ぶ、三重県で2館のみの点字図書館のうちの1館である。
視覚障碍者向けに点字図書・録音図書の貸し出しを行うだけでなく、点字や視覚障碍に対する一般市民への啓発・理解の促進、点訳・音訳ボランティアの養成、地方公共団体の依頼による選挙の候補者名簿などの点訳物の作成などの業務を行っている。

## 歴史
1960年（昭和35年）4月に上野市盲人ホーム図書室として開設された。1971年（昭和46年）4月に日本国の認可を得て正式な点字図書館となり、上野点字図書館と称した。当時の蔵書数は点字図書2,207冊、録音図書（磁気テープ）319巻であった。蔵書は点訳・音訳ボランティアの協力を得て年間40点のペースで増加していった。ボランティア養成講座は1982年（昭和57年）に開始した。
1999年（平成11年）には上野市立西小学校（現・伊賀市立上野西小学校）が児童主体でバリアフリー化を推進する活動を行った際に点字表示板作りの指導を実施した。2003年（平成15年）1月28日には、前年5月に点字図書館を訪問した上野市立新居小学校（現・伊賀市立新居小学校）の児童が制作した6冊の点字絵本の寄贈を受けた。
2009年（平成21年）12月、点字の考案者のルイ・ブライユ生誕200年と日本語点字の提案者の石川倉次生誕150年を記念して、点字の世界展を開催した。2011年（平成23年）11月3日に開館40周年記念式典を挙行した。

## 利用案内
上野点字図書館は視覚障碍者向けのインターネット図書館「サピエ図書館」に参加している。上野点字図書館が所蔵する資料・データはサピエ図書館を通じてダウンロードできるほか、日本全国の参加館との間で相互貸借が可能である。
- 開館時間 - 9時から17時まで[1]
- 休館日 - 日曜日・祝日・年末年始・夏期休日[1]
- 所蔵資料数（2018年3月31日現在[4]） - 点字図書：4,940タイトル15,582冊、録音図書：10,964タイトル22,878巻
  - 点字が読める視覚障碍者は全体の1割程度とされ[13]、点字利用者の高齢化[13]や後天的な視覚障碍者の増加に伴って[14]点字図書よりも録音図書の需要が伸びている[13][14]。
- 貸出登録者数（2018年4月現在[6]） - 168人
  - うち伊賀市54人、三重県外39人[6]。視覚障碍者を中心に学習障碍や発達障碍を持つ人の利用もある[7]。

## 特色

### ボランティアの養成・貢献
上野点字図書館では点訳ボランティアと音訳ボランティアを養成する講習会を毎年交互に無料開講している。1982年（昭和57年）に始まった。2018年（平成30年）度は点訳ボランティア養成講座を開講し、6月1日から10月12日までの毎週金曜日に計20回、初心者向けに点字の読み方から教授した。なお、点訳作業には2000年（平成12年）前後まで点字盤を使用していたが、以降はパーソナルコンピュータを使用している。
講習会を修了した生徒は上野点字図書館が購入した墨字図書、利用者が持ち込んだ資料（家電製品のマニュアル、会議資料なども含む）を点訳・音訳するボランティアとして活動する。2017年（平成29年）度現在、上野点字図書館で活動している点訳ボランティア団体と音訳ボランティア団体はそれぞれ2団体ずつある。これらのボランティア団体は上野点字図書館からの依頼資料や市の広報紙を点訳・音訳する活動を主としている。
点訳書の制作には市の広報紙なら5日程度、通常の図書であれば最短3か月、長ければ1年かかり、ボランティアは各人の自宅で作業を行う。このため、ボランティア団体全体で点訳できる図書は年間10冊程度にとどまる。音訳書の入手・制作・発送には市の広報紙なら10日程度、通常の図書であれば最短4か月、長ければ1年かかり、ボランティアは各人の自宅または録音室で作業を行う。制作作業そのものは300ページの文庫本で約8時間ほどである。ボランティア団体全体で音訳できる図書は年間20冊程度になる。こうして点訳・音訳された図書は上野点字図書館に収められるほか、サピエ図書館を通して日本全国の視覚障碍者に利用される。

### 点字の普及啓発
2009年（平成21年）12月1日から12月10日にかけて、伊賀市の「銀座の館」ギャラリーを会場に「点字の世界展」を開催した。同展ではルイ・ブライユや石川倉次のパネル展示、点訳された国語辞典・点字新聞『点字毎日』・視覚障碍者向けの点字付き地球儀・点訳器の実物展示など10種50点を一般向けに展示・公開した。会期中の日曜日である12月6日には「一日点字教室」も開講した。この教室では点字の仕組みをレクチャーした後、講師が1対1で参加者各人の名前を点字で栞に打つ体験を行った。点字教室は小中学生を主な対象と想定していたが、大人の単独参加や点訳ボランティア希望者が現れるなど想定外の成果を上げた。
2017年（平成29年）には「日常生活用具展示体験会」と称した視覚障碍者が生活に使う用具の展示会の開催、名刺に点字を入れるサービスを提供した。また主に小学校を対象に、点字教室への講師派遣や点字器の貸し出し、図書館見学の受け入れを行っている。